# Retorn al passat
Retorn al passat (títol original en anglès: Out of the Past) és una pel·lícula estatunidenca dirigida per Jacques Tourneur i estrenada l'any 1947. Es va doblar al català.

## Argument
Un exdetectiu retirat, amb el fals nom de Jeff Bailey, regenta una gasolinera en un petit poble, on porta una vida tranquil·la i senzilla. Els seus amors són la pesca i una joveneta amb qui vol casar-se. Inesperadament, rep la visita d'un vell conegut que li anuncia que Whit Sterling, un cap de l'hampa, vol veure'l. Llavors Bailey es veu obligat a explicar a la seva xicota el seu tèrbol passat: contractat per Whit Sterling per buscar la seva amant, Kathie Moffett, que s'havia escapat amb una substanciosa suma de diners, va aconseguir trobar-la a Acapulco i es va enamorar d'ella. Per fugir de Sterling, els amants se'n van anar a viure a San Francisco; però la dona va tornar a fugir, després de matar un antic soci de Bailey que havia descobert el seu parador. Després de tant de temps, Bailey la trobarà de nou en braços de Sterling i començarà a sospitar que el que aquest pretén és venjar-se d'ell per haver-lo traït.

## Comentaris

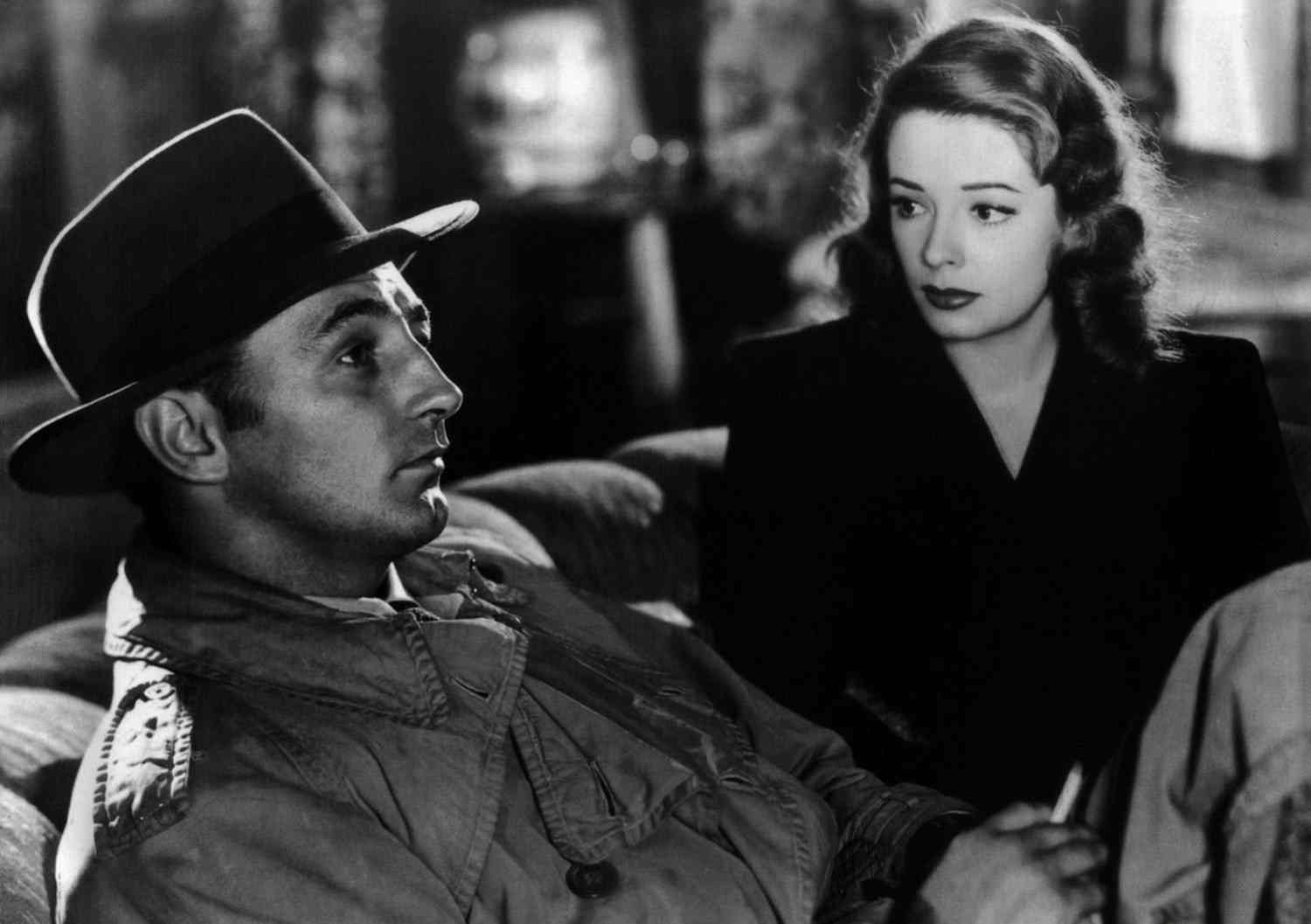
Robert Mitchum i Jane Greer al film

El film adapta la novel·la Build My Gallows High, escrita pel periodista i escriptor Daniel Mainwaring i publicada amb el seu habitual pseudònim: Geoffrey Homes. El mateix Mainwaring en va escriure el guió, amb la col·laboració, sense acreditar, de Frank Fenton, que va introduir variacions pel que fa a la novel·la, i de James M. Cain. L'excepcional fotografia en blanc i negre, amb ambients boirosos, nits màgiques, i enlluernadors exteriors diürns, és de Nicholas Musuraca, un d'aquests modestos però genials operadors amb els quals comptava la RKO en aquella dècada. A partir d'una història que té com a constant l'ambigüitat, Tourneur va aconseguir la seva obra mestra. La fascinació emanada de les seves imatges porta aparellada una càrrega d'ambivalència moral que li confereix un poder irresistible.
El 1984, Taylor Hackford va realitzar un remake: Against all Odds.

## Repartiment
- Robert Mitchum: Jeff Bailey / Jeff Markham
- Jane Greer: Kathie Moffett
- Kirk Douglas: Whit Sterling
- Rhonda Fleming: Meta Carson
- Richard Webb: Jim Caldwell
- Steve Brodie: Jack Fisher
- Virginia Huston: Ann Miller